# 赛克斯顿 (密苏里州)
赛克斯顿（Sikeston）是位于美国密苏里州斯科特县和新马德里县的一座城市，人口约1.7万（2000年）。